# KylieFever2002: Live in Manchester
KylieFever2002: Live in Manchester er en DVD filmet på en koncert i Manchester Evening News Arena, Manchester den 4. maj 2002 fra Kylie Minogues koncertturne KylieFever2002. DVD'en indeholder den fulde koncert på to timer, en dokumentarfilm på 30 minutter, forevisninger af sangene "Cowboy Style", "Light Years"/"I Feel Love", "I Should Be So Lucky" og "Burning Up", og et fotogalleri.

## Sporliste
DVD
1. "Come into My World"
2. "Shocked"
3. "Love at First Sight"
4. "Fever"
5. "Spinning Around"
6. "The Crying Game Medley"
7. "GBI: German Bold Italic"
8. "Confide in Me"
9. "Cowboy Style"
10. "Kids"
11. "On a Night Like This"
12. "The Loco-Motion"
13. "In Your Eyes"
14. "Limbo"
15. "Light Years"/"I Feel Love"
16. "I Should Be So Lucky"/"Dreams"
17. "Burning Up"
18. "Better the Devil You Know"
19. "Can't Get You Out of My Head"

Bonus-CD
1. "Come into My World"
2. "Shocked"
3. "Love at First Sight"
4. "Fever"
5. "Spinning Around"
6. "The Crying Game Medley"
7. "Confide in Me"
8. "Cowboy Style"
9. "Kids"
10. "On a Night Like This"
11. "The Loco-Motion"
12. "In Your Eyes"
13. "Better the Devil You Know"
14. "Can't Get You Out of My Head"